# Schlaf, Kindlein, schlaf

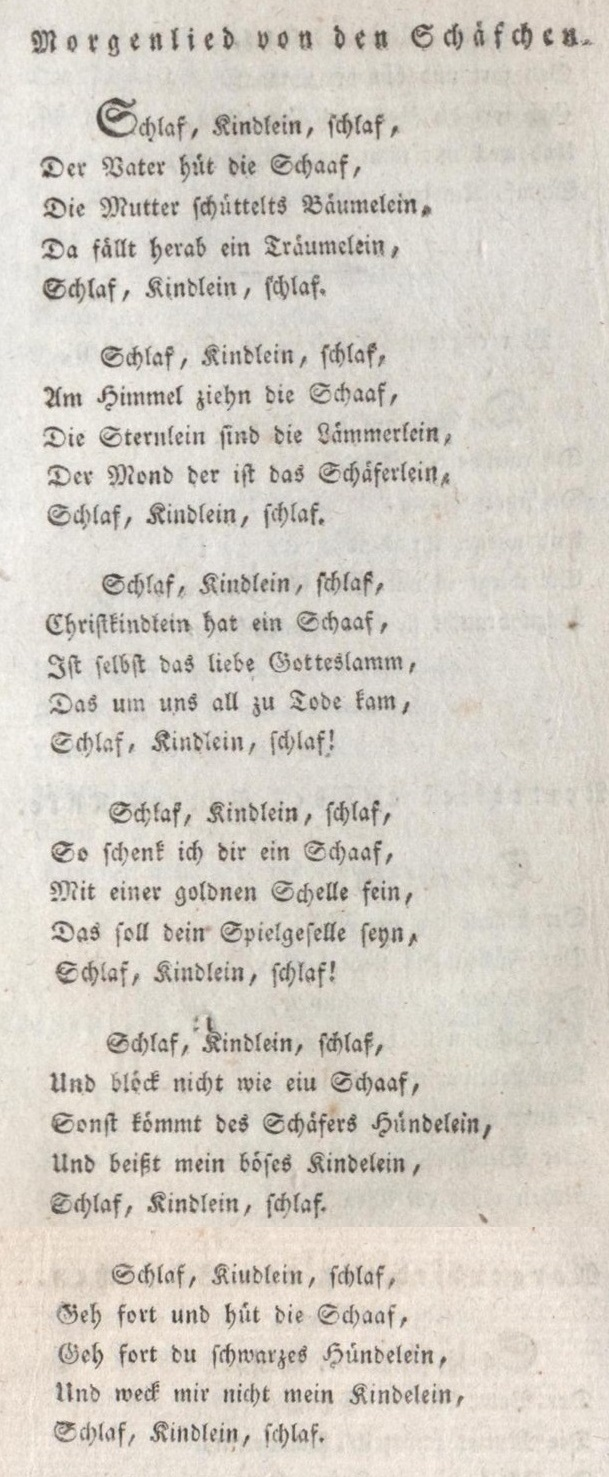
Morgenlied von den Schäfchen. Schlaf, Kindlein, schlaf, Text von 1808

Schlaf, Kindlein, schlaf ist ein mehrstrophiges Wiegenlied, das Kindern vor dem Einschlafen zur Beruhigung gesungen wird.
Die älteste überlieferte Fassung ist ein Text- und Melodiefragment der ersten Strophe, das 1611 als Teil eines Quodlibets in Melchior Francks Fasciculus quodlibeticus erscheint. Die heute verbreitete Melodie des Wiegenliedes wurde von Johann Friedrich Reichardt 1781 nach einer Volksweise komponiert und auch für Maikäfer flieg verwendet. Die heute bekannte Textfassung fand Verbreitung durch den dritten Band der Sammlung Des Knaben Wunderhorn (1808). Als Vorlage für die erste Strophe diente eine niederdeutsche Fassung aus Johann Friedrich Schützes Holsteinischem Idiotikon (1806), die weiteren Strophen sind Hinzudichtungen von Clemens Brentano. Franz Magnus Böhme konnte 1897 bereits 36 Textvarianten abdrucken.
Das Lied beschreibt dem Hörer eine heile Welt und verspricht ihm einen ruhigen Schlaf, da in seiner Umwelt alles in Ordnung sei.

## Melodie
Melodiefassung von Johann Friedrich Reichardt (1781).

## Text
Textfassung in Des Knaben Wunderhorn
Morgenlied von den Schäfchen.

Schlaf, Kindlein, schlaf,

Der Vater hüt die Schaaf,

Die Mutter schüttelts Bäumelein,

Da fällt herab ein Träumelein,

Schlaf, Kindlein, schlaf.

Schlaf, Kindlein, schlaf,

Am Himmel ziehn die Schaaf,

Die Sternlein sind die Lämmerlein,

Der Mond der ist das Schäferlein,

Schlaf, Kindlein, schlaf.

Schlaf, Kindlein, schlaf,

Christkindlein hat ein Schaaf,

Ist selbst das liebe Gotteslamm,

Das um uns all zu Tode kam,

Schlaf, Kindlein, schlaf!

Schlaf, Kindlein, schlaf,

So schenk ich dir ein Schaaf,

Mit einer goldnen Schelle fein,

Das soll dein Spielgeselle seyn,

Schlaf, Kindlein, schlaf!

Schlaf, Kindlein, schlaf,

Und blöck nicht wie ein Schaaf,

Sonst kömmt des Schäfers Hündelein,

Und beißt mein böses Kindelein,

Schlaf, Kindlein, schlaf.

Schlaf, Kindlein, schlaf,

Geh fort und hüt die Schaaf,

Geh fort du schwarzes Hündelein,

Und weck mir nicht mein Kindelein,

Schlaf, Kindlein, schlaf.

## Aktuelle Verwendung
Der Inhalt dieses Liedes wurde von vielen Bands, vor allem Rockbands aufgegriffen. So beschreibt z. B. das Lied Brüderlein schlaf der Punkband Der dicke Polizist die Probleme einer ausländischen Familie, die nach Deutschland gezogen ist.
Auch die Punkband Dritte Wahl greift dieses Thema in dem Lied Schlaflied auf, welches auch die Themen der Integration und der Ausländerfeindlichkeit aufzeigt und bemängelt. Bei einer Version von J.B.O. wird das Schlaflied mit der Melodie von Metallicas Enter Sandman unterlegt. Der Text wurde zudem mit Elementen aus dem Lied Maikäfer flieg gemischt. Die Deathcoreband We Butter the Bread with Butter hat zudem eine Version des Liedes auf dem Album Das Monster aus dem Schrank mit verändertem Text veröffentlicht. Im Titel Träume anderer Leute auf dem Album Bring mich nach Hause von Wir sind Helden bildet die erste Strophe in abgewandelter Form die Einleitung.
Das Lied befindet sich auch auf Nenas Kinderlieder-Album Komm, lieber Mai und, in einer weiteren Fassung, auf Nenas Tausend Sterne, wobei die Sängerin in beiden Varianten „Kindchen“ statt „Kindlein“ singt.